# حارم (سبک)
حارم (به ژاپنی: ハーレムもの) (برگرفته از حرم‌سرا) سبک یا واژه‌ای فرعی که عمدتاً در رسانه‌های ژاپنی شامل انیمه، مانگا، لایت نوول، رمان‌های بصری و بازی‌های ویدئویی موجود است. تأکید این سبک بر توصیف روابطی همچون زنا با محارم یا عشق مثلثی می‌باشد. سبک حارم به طور معمول در محیط یک دبیرستان یا خانه‌ای یکسان اتفاق می‌افتد، و شخصیت اصلی (معمولاً مذکر) حداقل توسط سه نفر یا تعدادی بیشتر از افراد جنس مخالف احاطه شده‌است، که این افراد به او علاقهٔ عاشقانه دارند یا دست کم براساس شرایط خاص مجبورند با او در زیر یک سقف زندگی کنند. شخصیت اصلی داستان اغلب به شکل یک مرد میانسال، بی‌دست و پا، و خجالتی که هیچ دوست‌دختری هم ندارد نشان داده می‌شود. در حالی که هر یک از شخصیت‌های زنی که شخصیت مرد را احاطه کرده‌اند دارای ویژگی‌های صفات شخصیتی متمایز هستند که این صفات نشان‌دهندهٔ نقش‌های کلیشه‌ای مختلفی است که در یادگارخواهی ژاپن جایگاهی خاص و محبوبیت دارند که در این بین می‌توان به کتابدار/نابغه، تام‌بوی، خواهر کوچکتر و زن سالخورده اشاره کرد. مثال‌هایی برای سبک حارم می‌توان آثاری همچون لاو هینا، کیس‌اکس‌سیس، گرلز براوو، ماکن-کی! و دبیرستان مردگان را نام برد.